# Matheran
Matheran là một thành phố và là nơi đặt hội đồng đô thị (municipal council) của quận Raigarh thuộc bang Maharashtra, Ấn Độ.

## Địa lý
Matheran có vị trí 18°59′B 73°16′Đ / 18,98°B 73,27°Đ Nó có độ cao trung bình là 678 mét (2224 feet).

## Nhân khẩu
Theo điều tra dân số năm 2001 của Ấn Độ, Matheran có dân số 5139 người. Phái nam chiếm 58% tổng số dân và phái nữ chiếm 42%. Matheran có tỷ lệ 71% biết đọc biết viết, cao hơn tỷ lệ trung bình toàn quốc là 59,5%: tỷ lệ cho phái nam là 75%, và tỷ lệ cho phái nữ là 66%. Tại Matheran, 11% dân số nhỏ hơn 6 tuổi.